# إيقاع الموسيقى العربية

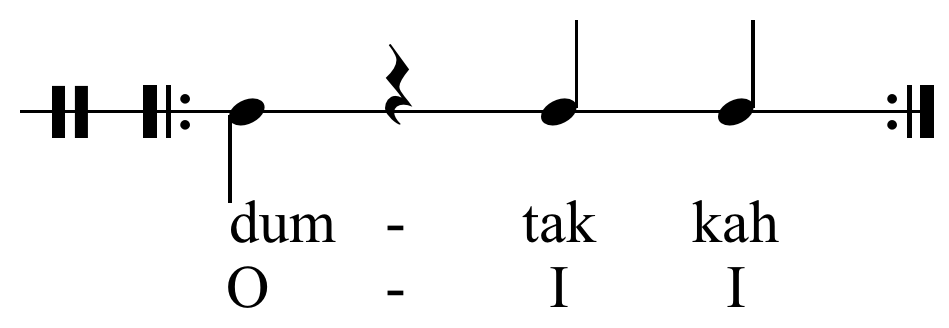
وحدة الوزن الصغيرة في إيقاع الموسيقى العربية

في الموسيقى، يشير الإيقاع إلى نمط الأصوات والصمت عبر الزمن. وهو العنصر الذي ينظم النبضات بتسلسل منتظم، مما يخلق إحساسًا بالحركة والتوقيت. يتضمن الإيقاع عدة عناصر مثل:
1. النبض: يمثل الوحدة الزمنية المنتظمة التي نشعر بها في الموسيقى، مثل دقات الساعة.
2. السرعة: السرعة التي تحدث بها النبضات، وعادة ما تقاس بعدد النبضات في الدقيقة (BPM).
3. الوزن أو المقياس: تجميع النبضات في أنماط متكررة من الضغوط القوية والضعيفة، وغالبًا ما يتم التعبير عنها بتواقيع زمنية مثل 4/4 أو 3/4، حيث يمثل البسط عدد النبضات والمقام مدّة كل الضربة

وتتألّف الإيقاعات في الموسيقى العربية من ضربتين، الدم والتك، حيث الدُمّ عميق وممتدّ زمنياً ويمثّل الضغط القوي، ينتج على الطبلة عبر ضرب مركز جلدها باليد الرئيسية، اما التَكّ فهو حادّ وجافّ ويمثل الضغط الضعيف، ينتج على الطبلة بضرب حافتها. ويتكون كل طقم ايقاعي من ضربات الدُمّ والتَكّ، تتخللهما بعص الفراغات الزمنية (سكتات) تُدعى الإِسّ.

## الإيقاعات الحديثة
تتعدد الإيقاعات في الموسيقى العربية الحديثة، ويقال أنها تقارب 100 إيقاع، بعضها شائع مثل المقسوم والسماعي وأخرى اندثرت وقلّ استخدامها.
ومن أشهر الإيقاعات:
المقسوم: وقياسه 4/4، ونقراته (دم تك إس تك دم إس تك إس)
السماعي الثقيل: وقياسه 10/8، ونقراته (دم إس إس تك إس دم دم تك إس إس)

## الإيقاعات التراثية
وصلنا من التراث الأدبي تصانيف الإيقاعات في الموسيقى العربية القديمة. ارتبطت الإيقاعات بالغناء في ذلك الزمن، ولذلك سعى الملحنون لمطابقة الإيقاع الموسيقي بزمن لفظ الحروف بصورة بديهية، فقابلت الإيقاعات البحور الشعريّة. وقد صنّفت الإيقاعات في الزمن العباسي إلى سبع أو ثمانية إيقاعات، مع ملاحظة أن هناك غموض عند تأويلها باللغة المعاصرة فلم يتوفر وصف دقيق للسكوت بين النقرات. ومن منظّري الموسيقى في ذلك العصر ابن سينا والفارابي وإخوان الصفا والأرموي في «كتاب الأدوار في علم الموسيقى». وقد صنف أبو الفرج الأصبهاني أشهر أغاني زمانه حسب دورها الإيقاعي من هذه الإيقاعات في كتاب الأغاني.
|   | اسم الإيقاع                       | التعريف التراثي                                                          | التأويل المعاصر                                                                                                   |
| - | --------------------------------- | ------------------------------------------------------------------------ | --- |
| 1 | الهزج                             | تتوالى نقراته نقرة نقرة                                                  | يمكن تأويله بمقياس 3/4 ويقابل الإسكندراني (دم تك تك تك تك تك) أو الدارج (دم أس تك تك تك إس) من الإيقاعات المعاصرة |
| 2 | خفيف الرمل                        | تتوالى نقراته نقرتين نقرتين خفيفتين                                      | إيقاع بمقياس 3/4، وهو شبيه بخفيف الرمل بسرعة أكبر                                                                 |
| 3 | ثقيل الرمل                        | نقرة واحدة ثقيلة ثم اثنتان خفيفتان                                       | مقياسه 3/2، مثاله (دم إس إس إس دم إس دم إس إس إس إس إس)                                                           |
| 4 | خفيف الثقيل الثاني ويسمى الماخوري | نقرتان خفيفتان ثم واحدة ثقيلة                                            | 5/4، مثاله (دم إس دم إس إس إس دم إس إس إس)، ويقابله اليوم                                                         |
| 5 | الثقيل الأول                      | نقرتان متساويتان ثقيلتان، ثم واحدة ثقيلة فاصلة الدور                     | 4/4 (دم إس دم إس دم إس إس إس)                                                                                     |
| 6 | خفيف الثقيل الأول                 | ثلاث نقرات متوالية أخذ من نقرات الثقيل الأول                             | 4/2 وهو كالثقيل الأول بضربات أخف وأبطأ                                                                            |
| 7 | الثقيل الثاني                     | نقرتان متواليتان، الأولى أخف زمنا من الثانية، ثم ثالثة ثقيلة فاصلة الدور | 5/2، يشبه الخفيف الثقيل الثاني لكن بسرعة أبطأ                                                                     |